# Marc Gauchée
Marc Gauchée, né en 1964, est un essayiste.

## Biographie
Marc Gauchée est docteur en études cinématographiques (mention communication, arts, spectacles). Il est également titulaire d’une maîtrise d’histoire contemporaine et diplômé de l'institut d'études politiques de Paris.
Il travaille sur les questions de représentations, notamment du pouvoir économique et politique. Il est directeur des affaires culturelles de Neuilly-sur-Marne de 1990 à 1994, puis conseiller auprès de Patrick Bloche à la mairie de Paris en 2001-2002 et directeur de la communication et des publics du Parc de la Villette de 2005 à 2009.
Au ministère de l'Agriculture, il s’occupe d’abord des établissements d’enseignement supérieur entre 1995 et 1998 puis du bureau du cabinet du ministre jusqu'en 2001 et de la communication de 2002 à 2005, avant de suivre les programmes européens de développement rural entre 2009 et 2012. Il y revient entre 2017 et 2018 à la tête du bureau de la modernisation.
De 2012 à 2017 il est collaborateur parlementaire de Marie-Françoise Clergeau. 
Il devient en 2018 conseiller chargé des affaires parlementaires auprès de Philippe Mauguin, Président-Directeur général de l'Inrae. 
Il a été nommé chevalier des arts et lettres le 17 juillet 2015, et décoré en décembre 2015.
Il soutient avec succès une thèse de doctorat à l'Université Bordeaux-Montaigne le 7 avril 2025 sur la "représentation des adolescentes et des jeunes femmes dans le cinéma français des années 1980". Sa thèse est dirigée par Geneviève Sellier et Viviane Albenga. Le jury est présidé par Raphaëlle Moine et composé de Ginette Vincendeau, Eric Fassin (rapporteurs) et Michel Bozon (examinateur).

### Essais
- Culture rurale, cultures urbaines ? avec Henry Delisle, Le Cherche Midi, 2007
- Zorros, zéros et zozos, quelques femmes et beaucoup d’hommes politiques dans le cinéma français (1974-1998), avec Vincent Chenille, Éditions Mutine, 2003
- La culture quand même ! Pour une politique culturelle contemporaine, avec Patrick Bloche et Emmanuel Pierrat, Éditions des Mille et une nuits, 2002
- Mais où sont les salauds d'antan ? 20 ans de patrons dans le cinéma français (1976-1997), avec Vincent Chenille, Éditions Mutine, 2001
- La robe de Marilyn. Enquête sur une envolée mythique, Bourin Editeur, 2014